# Star Wars, épisode II : L'Attaque des clones (bande originale)
Pour les articles homonymes, voir Star Wars, épisode II : L'Attaque des clones (homonymie).
 (mai 2015).
Si vous disposez d'ouvrages ou d'articles de référence ou si vous connaissez des sites web de qualité traitant du thème abordé ici, merci de compléter l'article en donnant les références utiles à sa vérifiabilité et en les liant à la section « Notes et références ».
Albums de John Williams
Harry Potter à l'école des sorciers
(2001) Minority Report
(2002)
Bandes originales de Star Wars
La Menace fantôme
(1999) La Revanche des Sith
(2005)
La bande originale de Star Wars, épisode II : L'Attaque des clones a été mise en vente par Sony Classical le 23 avril 2002. La musique est composée par John Williams et jouée par l'Orchestre symphonique de Londres et London Voices. Shawn Murphy a enregistré et mixé le score avec Peter Myles et Kenneth Wannberg servant d'éditeur de musiques. John Williams produit lui-même la sessions d'enregistrement.
Quatre différentes couvertures d'album sortirent avec Anakin et Padmé, Jango Fett, Yoda et l'affiche de théâtre. Pour une durée limitée, le CD livré avec un CD-ROM bonus économiseur d'écran PC et un total de quatre couvertures alternatives (chacune vendu séparément). Une édition exclusive avec en vedette "On the Conveyor Belt".

## Liste des titres
| 1.    | Star Wars Main Title and Ambush on Coruscant           | 3:46  |
| 2.    | Across the Stars: Love Theme from Attack of the Clones | 5:33  |
| 3.    | Zam the Assassin and the Chase Through Coruscant       | 11:07 |
| 4.    | Yoda and the Younglings                                | 3:55  |
| 5.    | Departing Coruscant                                    | 1:44  |
| 6.    | Anakin and Padme                                       | 3:57  |
| 7.    | Jango's Escape                                         | 3:48  |
| 8.    | The Meadow Picnic                                      | 4:14  |
| 9.    | Bounty Hunter's Pursuit                                | 3:23  |
| 10.   | Return to Tatooine                                     | 6:57  |
| 11.   | The Tusken Camp and the Homestead                      | 5:54  |
| 12.   | Love Pledge and the Arena                              | 8:29  |
| 13.   | Confrontation with Count Dooku and Finale              | 10:45 |
| 14.   | On the Conveyor Belt                                   | 3:02  |
| 73:43 |                                                        |       |

## Récompenses et nominations
- BMI Film and TV Awards de la meilleure musique de film
- nomination au Saturn Award de la meilleure musique
- nomination au World Soundtrack Awards de la meilleure bande originale

L'album Star Wars Episode II: Attack of the Clones (Original Motion Picture Soundtrack) a été certifié disque d'or (500 000 unités vendues).